# Ricardo Ezzati Andrello

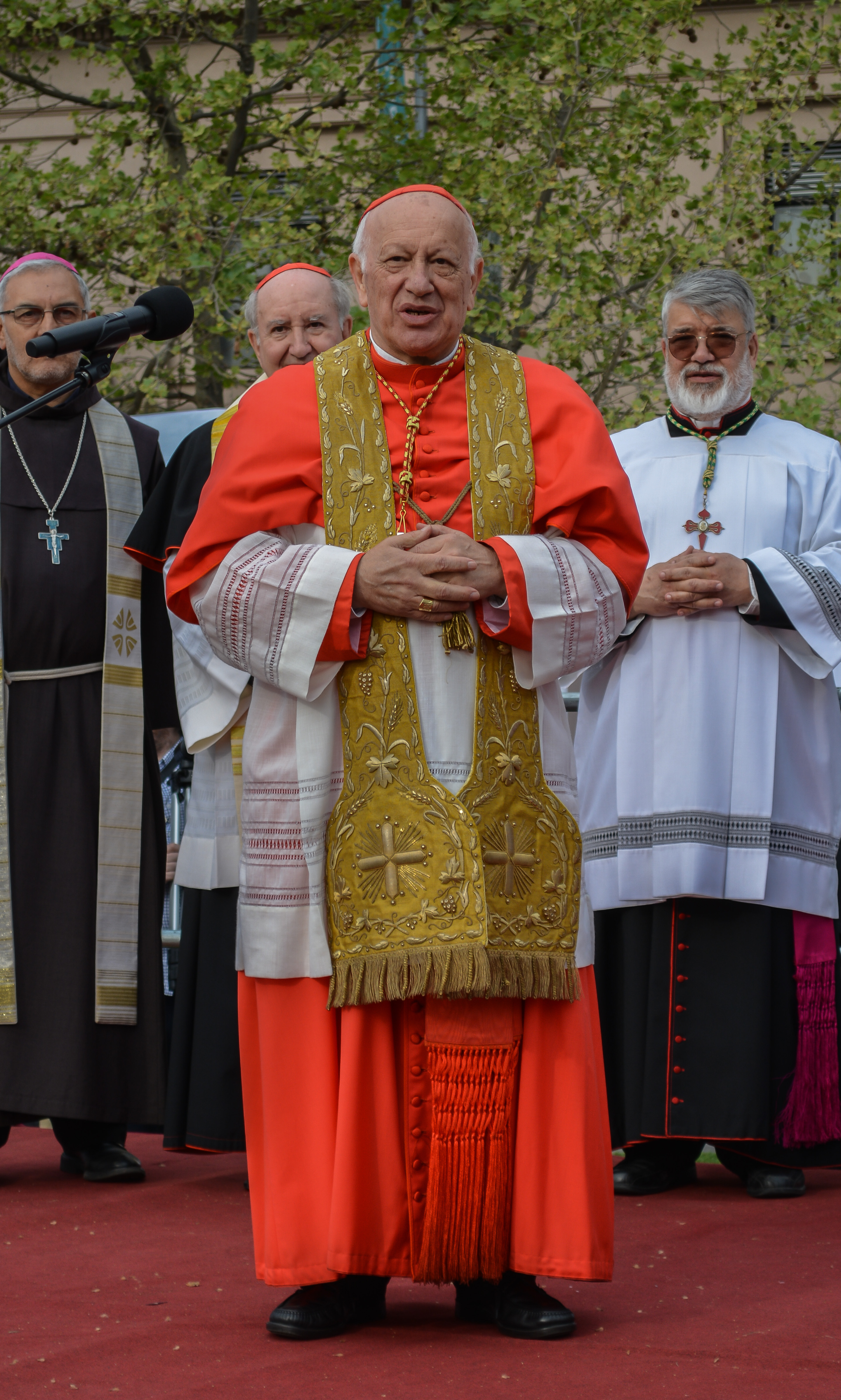
Ricardo Ezzati Andrello SDB, 2017

Wappen von Ricardo Ezzati Andrello

Ricardo Kardinal Ezzati Andrello SDB (* 7. Januar 1942 in Campiglia dei Berici) ist ein italienisch-chilenischer Ordensgeistlicher und emeritierter Erzbischof von Santiago de Chile. Von 2010 bis 2016 war er Vorsitzender der Chilenischen Bischofskonferenz.

## Leben
Riccardo Ezzati wuchs in Italien auf, wo er die Grundschule in Campiglia dei Berici und die Mittel- und Oberschule am Salesianerkolleg in Penango besuchte. 1959 ging er nach Chile, um dort in das Noviziat der Ordensgemeinschaft der Salesianer Don Boscos einzutreten, das er in Quilpué absolvierte. Anschließend legte er am 31. Januar 1961 die Ordensgelübde (erste Profess) ab.
Es folgten Studien in Philosophie, Theologie und Pädagogik an einem Institut seiner Ordensgemeinschaft, das der Katholischen Universität von Valparaíso angegliedert ist. Von 1964 bis 1966 unterrichtete er Religionslehre am Liceo Camilo Ortúzar Montt, einer weiterführenden Schule der Salesianer in Santiago de Chile. Danach setzte er sein Theologiestudium an der Universität der Salesianer in Rom fort, wo er das Lizenziat in katholischer Theologie erwarb. Nach Studien an der Universität Straßburg erhielt er den Grad eines Masters in Religionspädagogik.
Ricardo Ezzati Andrello empfing am 18. März 1970 die Priesterweihe. In den Jahren 1971 und 1972 wirkte er als Pastoralbeauftragter im Salesianerinstitut in Valdivia. Von 1973 bis 1977 war er Oberer der Salesianergemeinschaft in Concepción und zugleich Direktor des dortigen Kollegs der Salesianer. 1978 kam er wieder nach Santiago zurück. Dort wirkte er als Rektor des Priesterseminars der Salesianer, Dozent für Fundamentaltheologie an der Theologischen Fakultät der Katholischen Universität sowie Leiter des Katechetischen Instituts der Erzdiözese und war im Rat der Ordensprovinz seiner Gemeinschaft tätig.
Am 28. Juni 1996 ernannte ihn Papst Johannes Paul II. zum Bischof von Valdivia. Die Bischofsweihe erteilte ihm am 8. September 1996 der Erzbischof von Santiago de Chile, Carlos Kardinal Oviedo Cavada; Mitkonsekratoren waren der Bischof von Temuco, Sergio Otoniel Contreras Navia, und der damalige Kurienerzbischof Francisco Javier Errázuriz Ossa, der kurz danach Erzbischof von Valparaíso und 1998 Erzbischof von Santiago de Chile – und als solcher Ezzatis Vorgänger – wurde.
Am 10. Juli 2001 ernannte Johannes Paul II. Ricardo Ezzati zum Weihbischof in Santiago de Chile und gleichzeitig zum Titularbischof von La Imperial. Am 27. Dezember 2006 berief ihn Papst Benedikt XVI. zum Metropolitanerzbischof von Concepción, am 15. Dezember 2010 zum Erzbischof von Santiago de Chile. Im November 2010 war Ezzati erstmals zum Vorsitzenden der Chilenischen Bischofskonferenz gewählt worden, dieses Amt übte er zwei dreijährige Amtsperioden bis 2016 aus.
Im feierlichen Konsistorium vom 22. Februar 2014 nahm ihn Papst Franziskus als Kardinalpriester mit der Titelkirche Santissimo Redentore a Valmelaina in das Kardinalskollegium auf.
Im gleichen Jahr kam es in Valdivia zu gerichtlichen Ermittlungen gegen Ricardo Ezzati und einen weiteren früheren Salesianeroberen, Alonso Horn, wegen möglicher Strafvereitelung im Fall des mutmaßlichen Missbrauchstäters Rimsky Rojas, eines Salesianerpriesters, der wiederholt Mitglieder der Salesianischen Jugendbewegung sexuell missbraucht haben soll und Anfang 2011 Suizid beging. In den seit 2010 anhängigen Ermittlungen gegen Pater Rojas hatten Ezzati, damals Provinzoberer der Salesianer Don Boscos, und Horn, der ehemalige Direktor der Salesianerschule in Valdivia, keine Angaben zur Sache gemacht und erklärt, von den Taten des Priesters nichts gewusst zu haben, was die Opferanwälte anzweifelten. Letztlich erwies sich Ezzatis Verhalten in diesem Fall als strafrechtlich nicht relevant. Ab 2015 stand er unter scharfer Kritik der Opfer des 2011 verurteilten, innerkirchlich sehr einflussreichen Missbrauchstäters Fernando Karadima. Sie warfen Kardinal Ezzati und seinem Vorgänger Francisco Javier Errázuriz vor, durch Intrigen in den Jahren 2013/14 unter anderem die Aufnahme des prominenten Karadima-Opfers Juan Carlos Cruz in die damals aufgebaute Päpstliche Kinderschutzkommission verhindert zu haben. Dieser Vorwurf wurde durch die Veröffentlichung privater E-Mails belegt, deren Echtheit die Kardinäle bestätigten.
Kardinal Ezzati riet dem Papst im Jahr 2015 von der Ernennung des umstrittenen Militärbischofs Juan Barros, eines früheren Vertrauten und vehementen Verteidigers Karadimas, zum Bischof von Osorno ab, wurde von Papst Franziskus aber nicht gehört. Der entscheidende Einfluss zugunsten der Ernennung von Barros Madrid auf den Papst ging Beobachtern zufolge vermutlich nicht (wie zunächst angenommen) von Ezzatis Vorgänger Errázuriz aus, damals einer der engsten Ratgeber des Papstes und Mitglied des Kardinalsrats, der eine solche Einflussnahme verneinte, sondern vom Apostolischen Nuntius in Chile, Erzbischof Ivo Scapolo, einem Ziehsohn des mit Karadima befreundeten früheren Kardinalstaatssekretärs Angelo Sodano. Scapolo war schon aufgrund seines Amtes damit befasst, Personalentscheidungen für die chilenische Kirche vorzubereiten und dem Vatikan darüber zu berichten. Ezzati, als Salesianer seinerseits mit Tarcisio Bertone SDB verbunden, dem mit Sodano verfeindeten Kardinalstaatssekretär unter Papst Benedikt XVI., konnte sich in dieser Personalie nicht gegen Scapolos Einfluss durchsetzen, was seine Kritiker ihm schon bald vorwarfen, noch bevor die chilenische Kirchenkrise Anfang 2018 eskalierte. Nach dem Brief des Papstes an die chilenischen Bischöfe im April 2018 galt Scapolo als beschädigt und erklärte sich nicht, wurde allerdings auch nach dem spektakulären Rücktrittsangebot aller chilenischen Bischöfe und dem Sturz Errázuriz’ und Ezzatis im Skandaljahr 2018/19 nicht abgezogen.
Nachdem der Skandal um den sexuellen Missbrauch in der römisch-katholischen Kirche in Chile während des Chilebesuchs von Papst Franziskus im Januar 2018 wegen der umstrittenen Auftritte des Bischofs von Osorno eskaliert war, begab sich der gesamte chilenische Episkopat unter Leitung Ricardo Ezzatis auf Anweisung von Papst Franziskus im Mai 2018 zu einer mehrtägigen Versammlung mit dem Papst nach Rom, wo alle chilenischen Bischöfe dem Papst geschlossen ihren Rücktritt anboten. Seither erwartete Ricardo Ezzati die Entscheidung des Papstes über seinen Verbleib auf dem Bischofsstuhl. Beim traditionellen Tedeum in der Metropolitankathedrale von Santiago de Chile in Anwesenheit des chilenischen Staatspräsidenten zum Nationalfeiertag Chiles am 18. September 2018 verzichtete Kardinal Ezzati auf die Teilnahme und überließ die Leitung der Zeremonie seinem Domdekan.
Im Juli 2018 wurde der Erzbischof von der Staatsanwaltschaft in Santiago de Chile unter dem Verdacht, sexuellen Missbrauch durch Kirchenvertreter über Jahre vertuscht oder die Aufklärung behindert zu haben, erstmals zur Vernehmung vorgeladen. Im gleichen Monat hatte bereits die Verhaftung des langjährigen Kanzlers der Diözesankurie des Erzbistums Santiago, Óscar Muñoz, für Aufsehen gesorgt, der einer der engsten Mitarbeiter Kardinal Ezzatis gewesen und nach einer Selbstanzeige im Mai vom Priesteramt suspendiert worden war. Die Staatsanwaltschaft in Rancagua wirft ihm mindestens fünffachen psychologischen und sexuellen Missbrauch Minderjähriger in den Jahren zwischen 2011 und 2012 vor. Als Vizekanzler und Kanzler der Erzdiözese war er seit 2011 auch mit der Abwicklung von kirchlichen Untersuchungen in Missbrauchsfällen befasst gewesen und hatte unter anderem Zeugenbefragungen im Fall Karadima durchgeführt. Im September 2018 sicherten die chilenischen Ermittlungsbehörden E-Mails der Kardinäle Ricardo Ezzati Andrello und Francisco Javier Errázuriz Ossa sowie des Weihbischofs Luis Fernando Ramos Pérez. Nachdem Ricardo Ezzati Anfang Oktober 2018 zu den im Frühjahr 2018 aufgedeckten Missbrauchsfällen im Bistum Rancagua vor der Staatsanwaltschaft der Region O’Higgins keine Aussagen machte, wird seit November 2018 auch in Santiago als Beschuldigter gegen ihn ermittelt. Kardinal Ezzati gehört damit zu den sieben chilenischen Bischöfen, gegen die wegen unterschiedlicher Verwicklungen in die Missbrauchsaffäre staatsanwaltliche Ermittlungen anhängig sind. Sein Gesuch, das Ermittlungsverfahren ohne Anklageerhebung niederzuschlagen, lehnte die Behörde Ende Januar 2019 ab. Gleichzeitig billigte der Menschenrechtsausschuss des Senats auf Vorschlag von Abgeordneten der christdemokratischen PDC und der sozialdemokratischen PPD die Aberkennung der chilenischen Staatsbürgerschaft, die Ezzati 2006 ehrenhalber erhalten hatte, was allerdings noch vom Plenum der Nationalkongresses und dem Höchsten Gericht bestätigt werden muss. Ebenfalls im Januar 2019 reiste Kardinal Ezzati zusammen mit seinem Weihbischof Fernando Ramos, dem Vorsitzenden der Chilenischen Bischofskonferenz Santiago Silva Retamales, dem Erzbischof von La Serena René Rebolledo und dem Bischof von San Bernardo Juan Ignacio González zu einem außerordentlichen Treffen mit dem Papst nach Rom, um Franziskus über den Fortgang der Bewältigung des chilenischen Missbrauchsskandals zu informieren.
Im März 2019 äußerte sich Kardinal Ezzati erstmals öffentlich im chilenischen Fernsehen zu den ihm gegenüber erhobenen Vorwürfen. Sie stehen im Zusammenhang mit der Aufarbeitung des für die chilenische Kirche desaströsen Missbrauchsfalls Fernando Karadima, der unter anderem von Ezzatis Vorgänger Errázuriz geschützt worden sein soll, sowie der kirchlichen Behandlung anderer, seit Ezzatis Amtsantritt 2011 zur Anzeige gebrachter Missbrauchstaten. Darunter befindet sich neben dem Fall Muñoz der 2012 an die Öffentlichkeit gelangte Fall eines bekannten Priesters und Menschenrechtsaktivisten während der Militärdiktatur unter Augusto Pinochet, Cristián Precht, der im September 2018 zwangsweise in den Laienstand versetzt wurde und dessen kirchliches Verfahren Ezzati nur inkonsequent betrieben haben soll. Ezzati persönlich wird auch der entwürdigende Umgang mit einem Vergewaltigungsopfer zur Last gelegt, das 2015 von dem traditionalistischen Diözesanpriester Tito Rivera Muñoz (1951–2020) in einem Nebenraum in der Kathedrale von Santiago de Chile betäubt und missbraucht worden sein soll. Während das Erzbistum die Vorwürfe gegen Rivera nicht dementierte und den 67-Jährigen im Herbst 2018 strafweise für 14 Jahre vom Priesteramt suspendierte, erklärte Tito Rivera in einer Fernsehsendung im März 2019, der betroffene Mann, ein mittelloser Bettler, habe sich die Tat aus Geldgier ausgedacht. Rivera verlangte aber gleichwohl seine Entlassung aus dem Priesterstand. Erzbischof Ezzati soll dem finanziell bedürftigen Opfer nach dessen Enthüllung des Vorfalls im Beichtstuhl der Kathedrale ein geringes Schweigegeld übergeben haben, was er jedoch bestreitet.
Ricardo Ezzati hatte Ende 2016 vor seinem 75. Geburtstag das obligatorische Rücktrittsangebot aus Altersgründen abgegeben, wurde jedoch vom Papst im Amt belassen. Am 23. März 2019 nahm Papst Franziskus das von Ricardo Ezzati Andrello im Mai 2018 wiederholte Rücktrittsgesuch an, nachdem das Appellationsgericht Santiago seinen Antrag auf Niederschlagung der gegen ihn erhobenen Anklage wegen Strafvereitelung im Fall des früheren Diözesankanzlers Óscar Muñoz Toledo am Vortag endgültig zurückgewiesen hatte. Ezzati selbst behauptete weiterhin seine Schuldlosigkeit. Zum Nachfolger wurde am 27. Dezember 2019 der aus Spanien stammende bisherige Bischof von Copiapó ernannt, Celestino Aós Braco OFMCap, der das Erzbistum seit dem Rücktritt Ricardo Ezzatis bereits als Apostolischer Administrator verwaltete.

## Mitgliedschaften
Kardinal Ezzati Andrello war Mitglied folgender Einheiten der Römischen Kurie:
- Kongregation für das Katholische Bildungswesen (seit 2013[33], bestätigt 2014)[34]
- Päpstliche Kommission für Lateinamerika (seit 2014)[34]